# Église Saint-Martin de Wormhout
L'église Saint-Martin est une église catholique située à Wormhout, en France, dédiée à Saint Martin.

## Localisation
L'église est située dans le département français du Nord, sur la commune de Wormhout.

## Historique
La première église à Worom-Holt est fondée en 695, avec un monastère.
Depuis, une grande restauration de l'église a été menée de 1547 à 1616. La tour est parfaite en 1689, mais perd sa flèche au cours de la Bataille d'Hondschoote en 1793.
L'édifice est classé au titre des monuments historiques en 1987.

## Bâtiment
Saint-Martin est une église-halle construite de briques de sable. Elle possède un clocher-porche.

## Miracle de Notre-Dame des Larmes
Le vendredi 23 avril 1406, un clerc pénétrant dans l'église, jusqu'alors fermée, trouve le manteau de la statue de la Vierge aux pieds de celle-ci. Le manteau, remis deux fois à sa place, est retrouvé à terre, le samedi, puis le dimanche 25 avril, et on constate que la Vierge verse des larmes en abondance et que son visage exprime une grande douleur. Selon Edmond-Louis Blomme, les archives de l'église de Wormhout relate que le curé de Ledringhem et les paroissiens de cette commune sont témoins du miracle.

### Liens externes

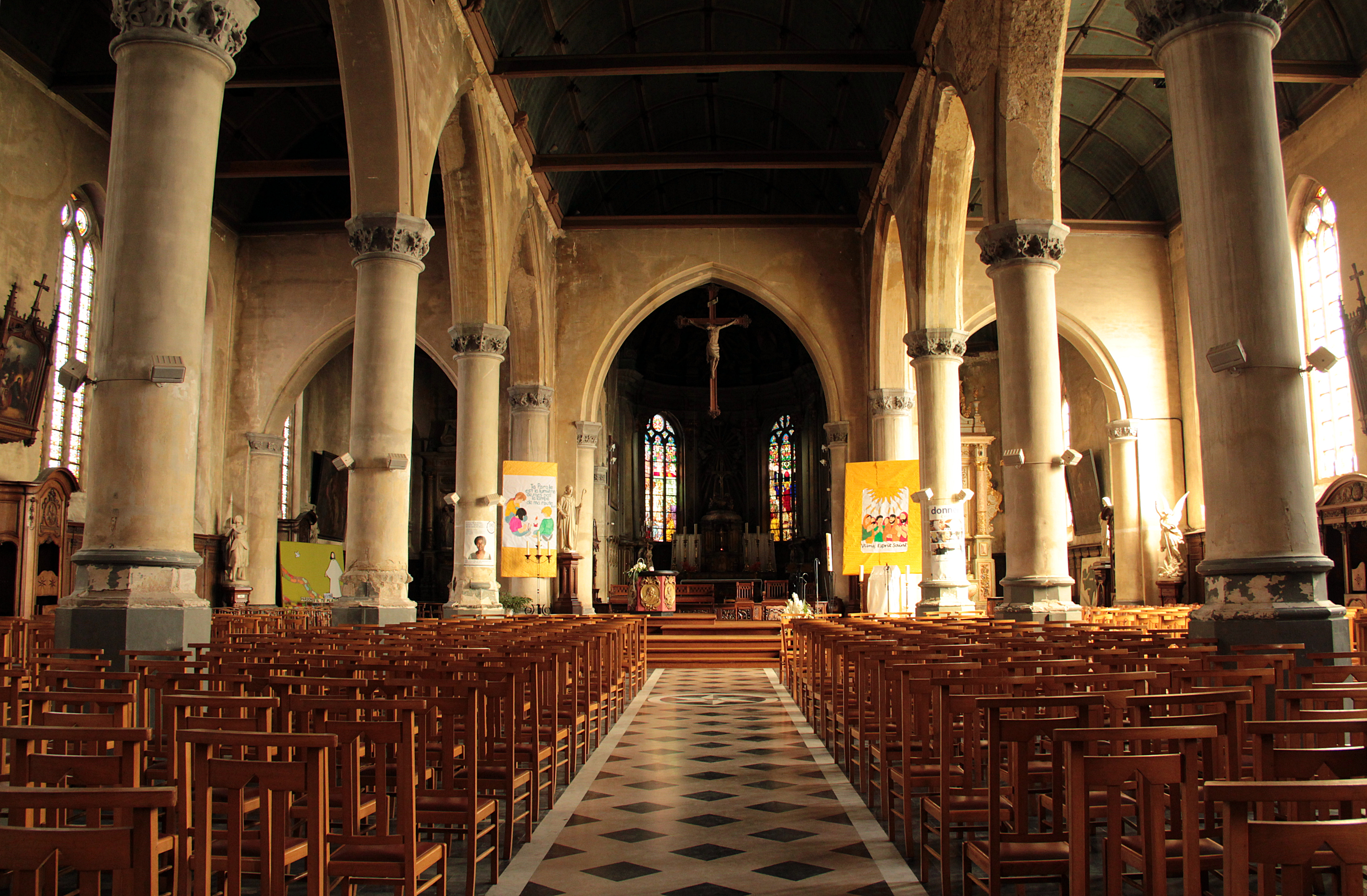
Nef, collatéraux, et chœur (XVIIe siècle) de l'église Saint-Martin.